# 532

## Esdeveniments
- Inici de la catedral d'Hagia Sofia a Istanbul
- Els francs envaïxen el regne de Borgonya i guanyen la batalla d'Autun[1]
- Constantinoble: Disturbis de la Nika